# Лю Ифэй
Лю Ифэй (кит. упр. 刘亦菲, пиньинь 	Liú Yìfēi), так же известна как Кристал Лю (Crystal Liu), паспортное имя Лю Симэйцзы (кит. упр. 刘茜美子, пиньинь 	Liú Xīměizǐ), урождённая Ань Фэн (кит. упр. 	安风) (安风; род. 25 августа 1987) — американская актриса, певица и модель китайского происхождения. Лауреат премии «Золотой лотос» Международного кинофестиваля в Макао за лучшую женскую роль.

## Ранние годы и образование
Родилась в больнице Тунцзи, в городе Ухань провинции Хубэй. Является единственным ребёнком в семье. Её отец Ань Шаокан был первым секретарем в китайском посольстве во Франции, а также преподавал во французском университете. Мать — Лю Сяоли, танцовщица и певица. Когда Ань Фэн было 10 лет, её родители развелись, дочь осталась с матерью и в том же году изменила имя на Лю Симэйцзы, взяв фамилию матери. Когда девочке исполнилось 11 лет, они с матерью переехали в Нью-Йорк. Там она училась в средней школе имени Луи Пастера.
В 2002 году Лю Симэйцзы вернулась в Китай, где и начала свою актёрскую карьеру, взяв псевдоним Лю Ифэй. В том же году в возрасте 15 лет была принята в Пекинскую киноакадемию, которую окончила в 2006 году.

## Актёрская карьера
Сразу после поступления в Пекинскую киноакадемию Лю Ифэй получила предложения о съемках в телесериалах. Первое её появление на телевидении состоялось в телесериале «История одной знатной семьи», основаном на одноимённом романе Чжан Хэньшуя. в том же году Чжан Цзичжун выбрал её на роль Ван Юйаня в фильме «Полубоги и Полудемоны», экранизации одноимённого романа Цзинь Юня . Сериал транслировался на Тайване и получил рейтинг 5,69, став самой высокорейтинговой китайской драмой на Тайване. Роль Лю в роли прекрасной Ван Юянь принесла ей прозвище «волшебной сестры» в средствах массовой информации и поклонника.

## Фильмография

### Фильмы
| Год  | Название                    | Ориг. название            | Роль                                     | Примечания |
| ---- | --------------------------- | ------------------------- | ---------------------------------------- | ---------- |
| 2004 | Майская любовь              | 五月之恋                  | Чжао Сюань                               |            |
| 2004 | Победитель в любви          | 喜歡你喜歡我 (恋爱大赢家) | Цзинь Цяо Ли                             |            |
| 2006 | История Абао                | 阿宝的故事                | Ксикси                                   | Камео      |
| 2008 | Запретное царство           | The Forbidden Kingdom     | Золотой Воробей / девушка из Чайна-тауна |            |
| 2010 | Скрытая любовь              | 戀愛通告                  | Сун Сяоцин                               |            |
| 2011 | Китайская история призраков | 倩女幽魂                  | Ни Сяо Цянь                              |            |
| 2011 | Хунмэньское празднество     | 鴻門宴                    | Юй Цзи                                   |            |
| 2012 | Четверо                     | 四大名捕                  | Шон Яю (Бесстрастная)                    |            |
| 2012 | Ассасины                    | 銅雀臺                    | Гонг Лин Цзюй/Дяо Чан                    |            |
| 2013 | Четверо 2                   | 四大名捕2                 | Шон Яю (Бесстрастная)                    |            |
| 2014 | Четверо 3                   | 四大名捕3                 | Шон Яю (Бесстрастная)                    |            |
| 2014 | Ради любви или денег        | 露水紅顏                  | Син Лу                                   |            |
| 2015 | В изгнании                  | Outcast                   | Лиан                                     |            |
| 2015 | Третий вид любви            | 第三種愛情                | Цзоу Юй                                  |            |
| 2016 | Ночной павлин               | Le Paon de Nuit           | Эльза                                    |            |
| 2016 | Ты ещё здесь                | 致青春：原來你還在這裡    | Су Юньцзынь                              |            |
| 2017 | Китайская вдова             | 烽火芳菲                  | Янь                                      |            |
| 2017 | Однажды                     | 三生三世十里桃花          | Бай Цянь / Си Инь / Су Су                |            |
| 2017 | Красавчик и чудовище        | 二代妖精之今生有幸        | Бай Сяньчу                               |            |
| 2020 | Мулан                       | Mulan                     | Хуа Мулан                                |            |

### Телевидение
| Год  | Название                     | Ориг. название | Роль           | Примечания |
| ---- | ---------------------------- | -------------- | -------------- | ---------- |
| 2003 | История дворянской семьи     | 金粉世家       | Бай Сючжу      |            |
| 2003 | Полубоги и Полудьяволы       | 天龙八部       | Ван Юянь       |            |
| 2005 | Серебряная любовь            | 豆蔻年华       | Сяо Чжао       |            |
| 2005 | Китайский паладин            | 仙剑奇侠传     | Чжао Лин Эр    |            |
| 2006 | Возвращение героев Кондора   | 神鵰俠侶       | Сяолунню       |            |
| 2015 | Женщина на хлебном дереве    | 麵包樹上的女人 | Шэнь Гуан Хуэй |            |
| 2023 | Ветреное место               | 去有风的地方   | Сюй Хун Доу    |            |
| 2025 | Записи Южного Туманного Дома | 南煙齋筆錄     | Лу Маншень     |            |

## Дискография

### Альбомы
| Название     | Дата выхода     | Примечание                     |
| ------------ | --------------- | ------------------------------ |
| Liu Yifei    | 31 августа 2006 | Sony BMG                       |
| All My Words | 6 сентября 2006 | Sony Music Entertainment Japan |

#### Синглы
| Сингл            | Альбом       | Дата релиза | Год  |
| ---------------- | ------------ | ----------- | ---- |
| Mayonaka no Door | All My Words | 19 июля     | 2006 |

#### Саундтреки
| Год  | Сингл                                        | Альбом                        | Примечания                                         |
| ---- | -------------------------------------------- | ----------------------------- | -------------------------------------------------- |
| 2006 | I Want My Taste                              | N/A                           | реклама молока Yili                                |
| 2011 | Lan Ruo’s Lyrics                             | N/A                           | видеоигра A Chinese Ghost Story Online             |
| 2011 | Song of Chu                                  | Хунмэньское празднество (OST) | совместно с Уильямом Фэном                         |
| 2012 | Dreams Won’t Die                             | Четверо (OST)                 | совместно с Дэн Чао, Рональдом Чэном и Колином Чоу |
| 2012 | Waiting For Snow                             | Ассасины (OST)                | совместно с Чоу Юньфатом                           |
| 2013 | Giving Up                                    | Четверо 2 (OST)               |                                                    |
| 2016 | Still Here                                   | Ты ещё здесь (OST)            | совместно с Рено Вангом                            |
| 2017 | Three Lifetimes, Ten Miles of Peach Blossoms | Однажды (OST)                 | совместно с Ян Яном                                |
| 2020 | Reflection                                   | Мулан (OST)                   |                                                    |

## Личная жизнь
В 2015 году стало известно, что Лю встречается с корейским актёром Сон Сын Хоном. Пара познакомилась в 2013 году на съёмках драмы "Третий вид любви". В январе 2018 года представители Лю и Сона подтвердили появившиеся в СМИ сообщения и том, что актёры расстались из-за слишком плотных рабочих графиков и невозможности проводить достаточно времени друг с другом.

## Политические взгляды
В августе 2019 года Лю Ифэй выразила поддержку китайскому журналисту «Глобал Таймс», который был избит демонстрантами в аэропорту Гонконга в ходе продолжительных протестов против законопроекта об экстрадиции. На своей странице в китайской социальной сети Weibo актриса поделилась фотографией из правительственной газеты «Жэньминь жибао», подписав: «Я поддерживаю полицию Гонконга. Теперь можете меня избить». Фраза является вирусной цитатой пострадавшего журналиста, которую тот выкрикивал во время избиения. Лю также добавила, что сложившаяся ситуация является позором для Гонконга. Это вызвало значительную полемику со стороны тех, кто посчитал её высказывание прямой поддержкой жестокости полиции в Гонконге против протестующих, что привело к запуску в социальных сетях по всему миру хештега #BoycottMulan («Бойкотируй Мулан»), призывающего бойкотировать выпуск диснеевского фильма «Мулан», в котором актриса сыграла главную роль. В ответ на бойкот, Лю пропустила D23 Expo 2019 года.

## Награды и номинации
| Год  | Премия                                              | Номинация                   | Роль                      | Фильм                       | Результат |
| ---- | --------------------------------------------------- | --------------------------- | ------------------------- | --------------------------- | --------- |
| 2012 | 24-я премия Гонконгского общества кинематографистов | Самая харизматичная актриса | Не Сяо Цинь               | Китайская история призраков | Победа    |
| 2013 | 5-й Международный фестиваль в Монако                | Лучшая актриса              | Гонг Лин Цзюй/Дяо Чан     | Ассасины                    | Победа    |
| 2016 | 16-яПремия китайских кинематографических СМИ        | Самая ожидаемая актриса     | Цзоу Юй                   | Третий вид любви            | Победа    |
| 2016 | 13-й фестиваль студенческого кино в Гуанчжоу        | Самая популярная актриса    | Эльза Су Юньцзынь         | Ночной павлин Ты ещё здесь  | Победа    |
| 2016 | 40-й Монреальский кинофестиваль                     | Лучшая актриса              | Эльза                     | Ночной павлин               | Номинация |
| 2017 | 9-йМеждународный фестиваль в Монако                 | Лучшая актриса              | Бай Цянь / Си Инь / Су Су | Однажды                     | Номинация |
| 2017 | 20-й Шанхайский международный кинофестиваль         | Лучшая актриса              | Янь                       | Китайская вдова             | Номинация |